# Devilman Crybaby
Devilman Crybaby (стилізовано як DEVILMAN crybaby, неоф. укр. Девілмен плакса) — японський аніме-серіал, створений на основі манґи Ґо Наґая «Devilman», режисера Юаса Масаакі та сценариста Ітіро Окоуті. Прем'єра відбулася 5 січня 2018 року на Netflix.

## Сюжет
Акіра Фудо дізнається від найкращого друга, Рьо Асуки, що стародавня раса демонів відродилася, щоб відібрати у людей світ. Рьо переконує Акіру об'єднатися з демоном, щоб боротися з ними. Акіра перетворюється на Девілмена, отримує силу демона, але зберігає душу людини.
Серіал більш вірний першоджерелу, ніж попередні адаптації, і охоплює усі події манґи. Попри це, сюжет зазнав певних змін, наприклад, змінилися характери деяких персонажів, а події перенесені у сучасність.

## Персонажі
Акіра Фудо (яп. 不動明)
Сейю: Кокі Утіяма
Головний герой серіалу. Акіра стає Девілменом після того, як демон Амон втрачає контроль над його тілом, даючи Акірі повний контроль над своєю силою.
Рьо Асука (яп. 飛鳥了)
Сейю: Аюму Мурасе
Вундеркінд і найкращий друг Акіри. Рьо долучає Акіру до свого задуму відкрити світу існування демонів.
Мікі Макімура (яп. 牧村美樹)
Сейю: Мегумі Хан
Подруга дитинства Акіри. Смілива дівчина з добрим серцем.
Міко Курода (ミーコ)
Сейю: Емі Кошимізу
Друг дитинства Акіри і Мікі.
Сирена
Сейю: Ацуко Танака
Кохана Амона, демон, що хоче помститися Акірі.
Каїм (яп. カイム)
Сейю: Рікія Кояма
Друг-демон Сирени. Допомагає їй у битві проти Акіри.

## Список серій
| №  | Назва                                                | Режисер          | Сценарист    | Дата оригінального показу |
| -- | ---------------------------------------------------- | ---------------- | ------------ | ------------------------- |
| 1  | Ти мені потрібен «I Need You»                        | Юаса Масаакі     | Ітіро Окоуті | 5 січня 2018              |
| 2  | Однієї руки достатньо «One Hand Is Enough»           | Шібата Кацунорі  | Ітіро Окоуті | 5 січня 2018              |
| 3  | Повір мені «Believe Me!»                             | Йошіда Тору      | Ітіро Окоуті | 5 січня 2018              |
| 4  | Підійди, Акіра «Come, Akira»                         | Шімояма Томохіса | Ітіро Окоуті | 5 січня 2018              |
| 5  | Прекрасна Сирена «Beautiful Silene»                  | Ошіяма Кійотака  | Ітіро Окоуті | 5 січня 2018              |
| 6  | Ні демон, ні людина «Neither Demon Nor Human»        | Шінохара Кейсуке | Ітіро Окоуті | 5 січня 2018              |
| 7  | Слабкі люди, мудрі демони «Weak Humans, Wise Demons» | Танемура Аятака  | Ітіро Окоуті | 5 січня 2018              |
| 8  | Маю пізнати себе «I Must Know Myself»                | Шібата Кацунорі  | Ітіро Окоуті | 5 січня 2018              |
| 9  | Йдіть до біса, смертні «Go to Hell, You Mortals»     | Коджіма Такаші   | Ітіро Окоуті | 5 січня 2018              |
| 10 | Плакса «Crybaby»                                     | Юаса Масаакі     | Ітіро Окоуті | 5 січня 2018              |

## Історія створення
Аніме-серіал створений студією Science SARU. Режисер — Юаса Масаакі, сценарист — Ітіро Окоуті, дизайн персонажів — Аюмі Курасіма та Кійотака Осіяма, музичний супровід — Кенсуке Усіо. Серіал створений на основі манґи «Devilman» Ґо Наґая. Містить 10 серій, кожна тривалістю 24-28 хвилин.

## Саундтрек
Автор музики Кенсуке Усіо. 
| Диск 1 | Диск 1                                     | Диск 1     |
| #      | Назва                                      | Тривалість |
| ------ | ------------------------------------------ | ---------- |
| 1.     | «The Genesis»                              | 1:46       |
| 2.     | «D.V.M.N. -Theme From "DEVILMAN crybaby"-» | 3:34       |
| 3.     | «Buddy, Ryo»                               | 3:30       |
| 4.     | «Devilman No Uta»                          | 3:05       |
| 5.     | «Strategist»                               | 2:34       |
| 6.     | «Akira The Wild»                           | 1:55       |
| 7.     | «Night Ride»                               | 1:26       |
| 8.     | «Miki»                                     | 1:52       |
| 9.     | «Miki The Witch»                           | 2:41       |
| 10.    | «Wired»                                    | 1:12       |
| 11.    | «School Life»                              | 1:57       |
| 12.    | «Wishy Washy»                              | 2:02       |
| 13.    | «News Anchor»                              | 1:10       |
| 14.    | «They Said…»                               | 1:51       |
| 15.    | «Cheesy Drop»                              | 1:39       |
| 16.    | «Panic»                                    | 1:26       |
| 17.    | «Possession»                               | 1:27       |
| 18.    | «Dreadful Stories»                         | 2:01       |
| 19.    | «Who Is She?»                              | 1:50       |
| 20.    | «Death Mask»                               | 1:27       |
| 21.    | «Behind The Scene»                         | 1:59       |
| 22.    | «Anxiety»                                  | 1:10       |
| 43:34  |                                            |            |

| Диск 2 | Диск 2                  | Диск 2     |
| #      | Назва                   | Тривалість |
| ------ | ----------------------- | ---------- |
| 1.     | «Judgement»             | 1:45       |
| 2.     | «Sabbath I»             | 4:48       |
| 3.     | «60311»                 | 1:44       |
| 4.     | «The Crawling»          | 1:51       |
| 5.     | «Nightmare»             | 1:38       |
| 6.     | «His Heart»             | 1:32       |
| 7.     | «Tears»                 | 1:47       |
| 8.     | «Sincerity»             | 1:01       |
| 9.     | «Luxuria»               | 1:50       |
| 10.    | «The Two Of Them»       | 1:42       |
| 11.    | «Night Hawk»            | 2:33       |
| 12.    | «Beautiful Silene»      | 1:42       |
| 13.    | «Smells Blood»          | 1:49       |
| 14.    | «Crisis»                | 1:20       |
| 15.    | «Black Mist»            | 1:33       |
| 16.    | «The Cult»              | 1:38       |
| 17.    | «Enigma»                | 1:31       |
| 18.    | «Flashback»             | 1:09       |
| 19.    | «Prayer»                | 1:58       |
| 20.    | «Her Baton»             | 2:08       |
| 21.    | «Veritas»               | 1:42       |
| 22.    | «Ryo»                   | 1:36       |
| 23.    | «Satan»                 | 1:57       |
| 24.    | «Pathetique»            | 3:05       |
| 25.    | «From Here To Eternity» | 1:55       |
| 26.    | «Crybaby»               | 4:09       |
| 51:23  |                         |            |

## Критика
«Devilman Crybaby» отримав переважно позитивні відгуки критиків та аудиторії. На сайті Rotten Tomatoes серіал має рейтинг 86 % (на основі 7 рецензій).